# Westelijke smalbekkikker
De westelijke smalbekkikker (Gastrophryne olivacea) is een kikker uit de familie smalbekkikkers (Microhylidae). De soort werd voor het eerst wetenschappelijk beschreven door Edward Hallowell in 1856. Oorspronkelijk werd de wetenschappelijke naam Engystoma olivaceum gebruikt.

## Verspreiding en leefgebied
De westelijke smalbekkikker komt voor in de centrale en zuidelijke Verenigde Staten en Noord-Mexico in uitgestrekte prairies.

## Uiterlijke kenmerken
Deze twee tot vier centimeter lange kikker heeft een bruine of grijze lichaamskleur, dikwijls met een donker, bladvormige tekening op de rugzijde. De kikker heeft een gedrongen lichaam met korte poten en een smalle, spitse kop met kleine ogen.

## Leefwijze en voortplanting
De westelijke smalbekkikker is in hoofdzaak een terrestrische soort die kan goed kan graven en zich in smalle spleten kan wringen.
De paartijd vindt plaats in het voorjaar en de zomer. Na een flinke regenbui komen deze dieren in groten getale bijeen bij tijdelijke regenpoeltjes. Daar roepen de mannetjes met een lang aanhoudend, zoemend geluid de vrouwtjes op om te paren. Daarna worden de eieren afgezet in het poeltje. De kikkervisjes doorlopen een snelle ontwikkeling, die moet worden afgesloten voordat het water is opgedroogd.